# Symfonie nr. 21 (Mozart)
Symfonie nr. 21 in A majeur, KV 134, is een symfonie van Wolfgang Amadeus Mozart. Hij schreef het stuk in augustus 1772.

## Orkestratie
De symfonie is geschreven voor:
- Twee fluiten.
- Twee hoorns.
- Strijkers.

## Delen
De symfonie bestaat uit vier delen:
- I Allegro.
- II Andante.
- III Menuetto en trio.
- IV Allegro.